# Xanthorhoe vidanoi
Xanthorhoe vidanoi är en fjärilsart som beskrevs av Parenzen och Hausmann 1994. Xanthorhoe vidanoi ingår i släktet Xanthorhoe och familjen mätare. Inga underarter finns listade i Catalogue of Life.